# 終わらない週末
『終わらない週末』（おわらないしゅうまつ、原題：Leave the World Behind）は、サム・エスマイルが脚本・監督を務めた2023年のアメリカのディストピア心理スリラー映画。2020年のルマーン・アラムの小説を原作に、ジュリア・ロバーツ、マハーシャラ・アリ、イーサン・ホークらが出演した。
『終わらない週末』は、2023年10月25日にAFIフェスティバルで世界初公開された。2023年11月22日に一部の劇場で公開され、その後2023年12月8日にNetflixでストリーミング配信された。批評家からは好評を得た。

## キャスト
| 役名                     | 俳優                   | 日本語吹替 |
| ------------------------ | ---------------------- | ---------- |
| アマンダ・サンドフォード | ジュリア・ロバーツ     | 田中敦子   |
| クレイ・サンドフォード   | イーサン・ホーク       | 咲野俊介   |
| G・H・スコット           | マハーシャラ・アリ     | 竹田雅則   |
| ルース・スコット         | マイハラ               | うえだ星子 |
| ローズ・サンドフォード   | ファラ・マッケンジー   | 佐藤みゆ希 |
| アーチー・サンドフォード | チャーリー・エヴァンズ | 霧生晃司   |
| ダニー                   | ケヴィン・ベーコン     | 安原義人   |

- 日本語吹替版その他出演：篠田有香、松川裕輝、藤高智大、竹間祐人、米田えん
- 日本語吹替版制作スタッフ 演出：伊達康将、翻訳：高木美和、調整：佐野泰広、制作：東北新社

## 製作

### 企画
Netflixは2020年7月にルマーン・アラムの小説の権利をめぐる入札競争に勝利し、サム・エスマイルが脚本と監督を務めることになった。当初はジュリア・ロバーツとデンゼル・ワシントンが主演とプロデューサーを務める予定だった。
バラク・オバマ元アメリカ大統領とミシェル・オバマは、ハイヤー・グラウンド・プロダクションズを通じてこの映画の製作総指揮を務めた。オバマ大統領は2021年夏の読書リストにこの小説を含めた。

### キャスティングと撮影
2021年9月、プロジェクトを降板したデンゼル・ワシントンに代わりマハーシャラ・アリが出演することが決まった。さらに2022年1月、イーサン・ホークとマイハラがキャストに加わった。
撮影は2022年4月にロングアイランドのThe Up Studioが設計した住宅で始まった。追加撮影は2022年5月にニューヨーク州カトナで行われた。